# Hennadij Rudynski
Hennadij Wasylowycz Rudynski, ukr. Геннадій Васильович Рудинський, ros. Геннадий Васильевич Рудинский, Giennadij Wasiljewicz Rudinski (ur. ?, Ukraińska SRR, zm. ?, Ukraina) – ukraiński piłkarz i trener piłkarski.

## Kariera piłkarska
Występował w klubie Zirka Kirowohrad. W 1953 zdobył Puchar Ukraińskiej SRR.

## Kariera trenerska
Karierę szkoleniowca rozpoczął po zakończeniu kariery piłkarza. W 1966 prowadził rodzimy klub Zirka Kirowohrad, a potem pomagał trenować kirowohradzki zespół. Od 1970 do 1972 pracował jako dyrektor techniczny klubu z Kirowohrada.

## Sukcesy i odznaczenia

### Sukcesy piłkarskie
Zirka Kirowohrad
- zdobywca Pucharu Ukraińskiej SRR: 1953